# Аеродром Стокхолм-Скавста
Аеродром Стокхолм-Скавста (швед. Stockholm Skavsta flygplats), локално познат и као Аеродром Нићепинг, је међународни аеродром поред шведског Нићепинга, смештен 5 km северозападно од града. Ипак, Аеродром Стокхолм-Скавста је много познатији као трећа и најмања ваздушна лука главног града Стокхолма, удаљена око 100 km југозападно од њега. То је такође пети аеродром по промету путника у Шведској, са 2,5 милиона путника 2018. године. Због удаљености од Стокхолма, Скавсту користе махом нискотарифне авио-компаније, попут Рајанера и Виз ера. 